# Улзытуев, Амарсана Дондокович
Амарсана́ Дондо́кович Улзыту́ев(бур.  Үлзытуев Дондогой Амарһанаа) (7 июня 1963, Улан-Удэ) — российский поэт. Теоретик и практик новой модели русского стихосложения. Член Союза Российских писателей, Русского ПЕН-Центра, редколлегии журнала «Байкал». Доцент кафедры художественного перевода Литературного института им. А. М. Горького.
Лауреат государственной премии Республики Бурятия в области литературы (2018), Международной отметины имени отца русского футуризма Давида Бурлюка и ряда других премий .

## Творческая биография
Родился 7 июня 1963 года в г. Улан-Удэ, в семье выдающегося бурятского поэта Дондока Улзытуева. Окончил Литературный институт имени А. М. Горького. Впервые получил известность в литературных кругах благодаря стихотворению «Лосиная песнь» (1982). Публиковался в журналах «Новый Мир», «Арион», «Юность», «Дружба народов», «Журнал поэтов», «Homo Legens», «Байкал», «Литературная Россия», «Рубеж» и др. Автор поэтических сборников «Сокровенные песни» (1986, предисловие Е. Долматовского), «Утро навсегда» (2002), «Сверхновый» (2009, послесловие А. Ерёменко), «Анафоры» (2013, предисловие М. Амелина), «Новые анафоры» (2016, предисловие Л. Аннинского, послесловие Евгения Рейна). Участник Международного Хлебниковского фестиваля «Ладомир 2012», Фестиваля поэзии «Благодать большого снега» в Якутии (2013), Биеннале поэтов в Москве (2014), программы Всемирного дня поэзии ЮНЕСКО в Москве (2014), Фестиваля поэзии на Байкале (2014), Красноярского литературного фестиваля «Куб 2014», Боспорского форума современной культуры (2015) и др.
Стихи Амарсаны Улзытуева переведены на азербайджанский, английский, белорусский, бурятский, вьетнамский, испанский, латышский, монгольский, польский, сербский, украинский, хинди языки и опубликованы в журналах: «World Literature Today» / «Мировая Литература Сегодня» (Нью-Йорк, США), Words Without Borders / "Слова без границ" (Нью-Йорк, США), "PLUM" (США), "Atlanta Review (США), «Asymptote» (Лондон, Великобритания) и др."Punctum" (Латвия), «ШО» (Украина), «Ундэсний уран зохиол» (Монголия) и др.
В 2009 году в своей статье «Конечное и бесконечное в русской поэзии», частично опубликованной в качестве предисловия к своим поэтическим подборкам в журналах «Арион» (2011), (2012), «Homo Legens» (2012), «Новый Мир» (2013), теоретически обосновал и начал практическое использование новой модели русского стихосложения, а именно «анафору и переднюю рифму как систему, предполагая на этой основе рождение новой формы большого стиля, приходящего на смену рифме…».
24 июля 2023 года в Национальной библиотеке Республики Бурятия состоялась презентация билингвического поэтического сборника Дондока Улзытуева «Ая-Ганга: избранные стихотворения на русском и бурятском языках».
Амарсана Дондокович Улзытуев — член Союза российских писателей, член Русского ПЕН-Центра. Живёт в Улан-Удэ и Москве.

## Отзывы о творчестве
- «Прекрасная книга, живая и своеобычная. „Анафоры“, то бишь начальные рифмы, далеко не главное её достоинство. Используя этот нехитрый приём, поэт освобождается не только и не столько от традиционной метрики и концевых созвучий, сколько от балласта литературной традиции. Редко попадаются такие стихи, насыщенные весёлой энергией, словно песня шамана. Сборник этот — отличный образец плодотворного взаимодействия несхожих культур.» (Бахыт Кенжеев)
- «Это книга отличная, настоящая книга. Свежий взгляд на вещи и звук выразительный. Я почувствовал глоссолалию, а это явление редкое. Вообще говоря, поэзия — это звук. Мне двух строчек достаточно, чтобы сказать — поэт этот человек или не поэт. Звук есть или нет.» (Иван Жданов)
- «А мне эта якобы корявая непосредственность нравится больше, чем высокопрофессиональное, ритмически выверенное нытьё современной поэзии…» (Александр Ерёменко)
- «В стихах Амарсаны Улзытуева безусловно есть отголоски шаманства, но это и делает их живыми, свежими, будоражащими застоявшуюся кровь русской поэзии». (Павел Басинский, «Российская Газета»)
- «… Во второй части автор реализует свой редкий темперамент природного эпика не фундаментально, а в неожиданной фактичности отдельных эпизодов. Стихи получаются живыми, и сугубая конкретность высказывания даёт ощущение речи помимо версификации.» (Михаил Айзенберг)
- «Очень оригинальный и продуктивный опыт перенесения иноязычных поэтических приемов на русский стих. Поиски обновления и расширения поэтического инструментария в русском стихе ведутся давно, однако удач не так много. Несомненной удачей, на мой взгляд, является книга Улзытуева.» (Максим Амелин)
- «Планета Земля — вот настоящий лирический герой Амарсаны. Изначально и окончательно. „Как черновик с динозаврами эта планета“. Мы — наследники. Всё мироздание вмещается „в зрачок глаза“. „Сорок сороков скоплений галактик и бездн соринкой в глазу свербят“. И глаз всё это вмещает.»[10] (Лев Аннинский)
- «Это наиболее оригинальный автор в подборке неэмигрантов. Самый естественный и с большим потенциалом. Он чувствует слово и исследует им тот космос, в котором живёт» (Вальдемар Вебер)
- «…Он принципиально не мелкий, не воспевает мелкую, профаническую общественно-личную обывательскую жизнь. …он поёт о высоком, о Богах, о Духах, о предках, о Вселенных и Бездне Хаоса, хотя он его так не называет. Почти все песни его о высоком, и он позволяет себе только мелкие вкрапления современности, примет нашего дня, всякий раз чуть вышучивая их, стесняясь…»[11] (Эдуард Лимонов)
- "Амарсана Улзытуев в авторском манифесте обозначил свои теоретические позиции — для собратьев по ремеслу, стихи же его — для читателей, сегодняшних и будущих. Теоретические позиции могут со временем меняться — это закономерно, свет поэзии остается навсегда. (Татьяна Михайловская)
- «Брутальный и свежий — варвар» (Алексей Остудин).
- «Он… создал для себя свою собственную, особую поэтическую систему, по существу не имеющую аналогов ни в современной русской поэзии, ни в мировой». «Вот и эту книгу хочется всю, до конца прочитать, и если Бог даст памяти, выучить наизусть.»[12] (Евгений Рейн)
- «Амарсана Улзытуев напористо утверждается в современном литературном процессе, порой даже раздражая этой напористостью. Но справедливости ради отмечу, что его нервный, недисциплинированный, расхристанный стих образует мощную поэтическую ауру. Здесь русский стих насыщается фольклорного происхождения образами. Две культуры, соединяясь в русской просодии, дают ощущение свежести и неизбитости стихотворной речи» (Даниил Чкония).

## Книги
- Амарсана Улзытуев Сокровенные песни. — Улан-Удэ: Бурятское книжное издательство, 1986. — 38, [1] с.
- Амарсана Улзытуев Сверхновый. — М.: Русский Гулливер: Центр современной литературы, 2009.
- Амарсана Улзытуев Анафоры. — М.: ОГИ, 2013. — 75 с.
- Амарсана Улзытуев Новые анафоры. — М.: Время, 2016. — 128 с. — (Поэтическая библиотека). — ISBN 978-5-9691-1476-0
- Амарсана Улзытуев Ая-Ганга: избранные стихотворения на русском и бурятском языках. — 2023.

## Премии и награды
- Лонг-лист Григорьевской премии 2013 года.
- Шорт-лист Международной Волошинской премии 2014 года.
- Первое место в конкурсе поэтов-неэмигрантов «Неоставленная страна» второго Международного поэтического интернет-конкурса «Эмигрантская лира-2013/2014» рецензии большого жюри.
- Лауреат Седьмого конкурса сезона 2014 на ТВ «Вечерняя Москва».
- Диплом «За поиски обновления и расширения поэтического инструментария стиха» в номинации «Лучшая поэтическая книга» XII Международного научно-творческого симпозиума «Волошинский сентябрь» (2014).
- Приз зрительских симпатий Всероссийского конкурса «Время поэтов»[13]. Москва, Книжный фестиваль «Красная площадь» (2016).
- Серебро Евразийского литературного фестиваля фестивалей «ЛиФФт» (2017)[14];
- Почётный диплом поэтической премии «Московский счёт» 2017 года «За лучшую поэтическую книгу года».
- Лауреат Государственной премии по литературе Республики Бурятия (2018)

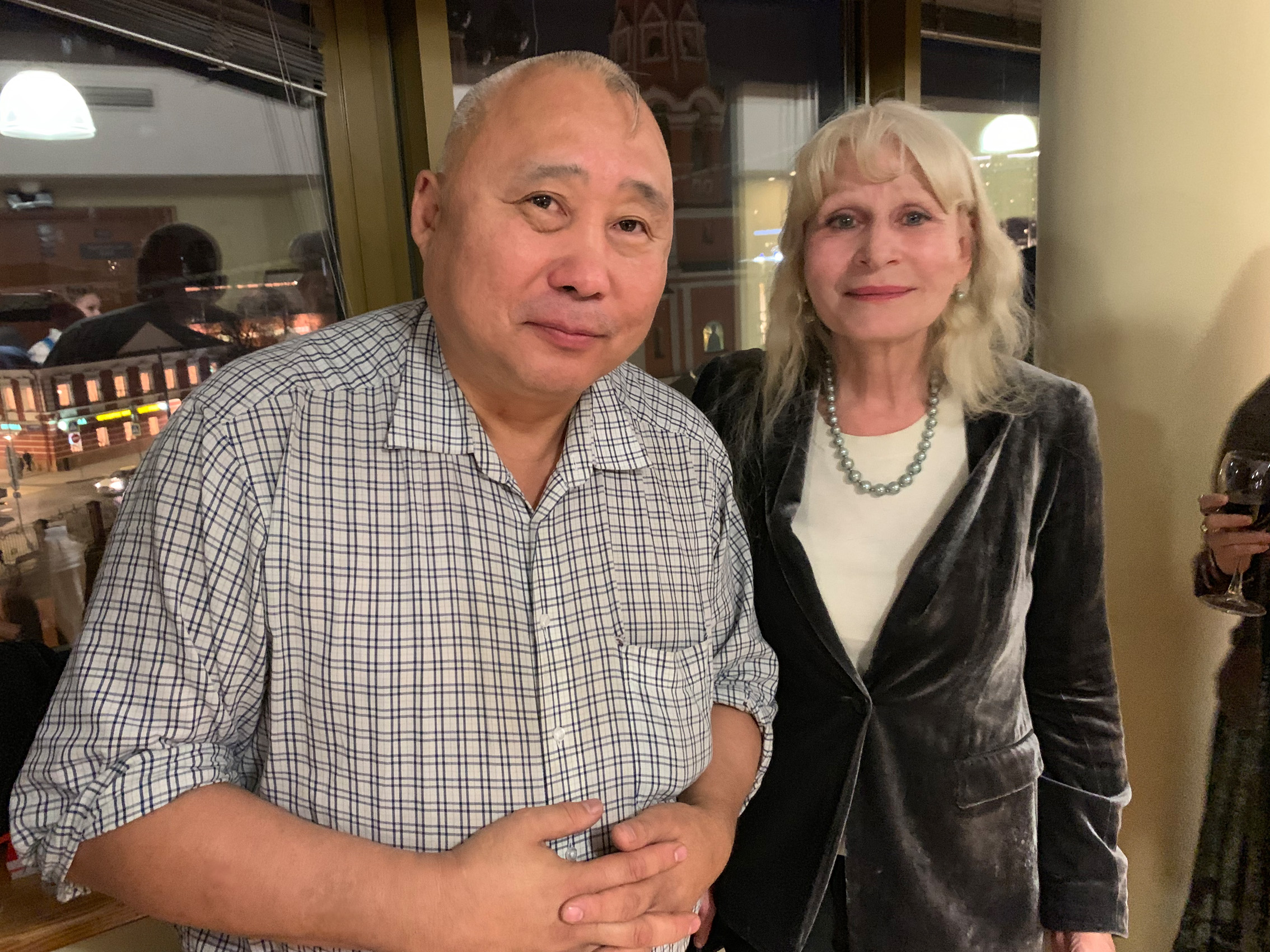
_{Амарсана Улзытуев и Олеся Николаева на завершающем вечере журнала поэзии «Арион». Дом русского зарубежья, 16 апреля 2019 года.}